# Eugen Jochum
Eugen Jochum (ur. 1 listopada 1902 w Babenhausen, zm. 26 marca 1987 w Monachium) – niemiecki dyrygent.

## Życiorys
Brat Ottona i Georga Ludwiga. W wieku 4 lat rozpoczął naukę gry na fortepianie, w wieku 7 – na organach. W latach 1914–1922 student konserwatorium w Augsburgu. Od 1922 do 1925 roku studiował w Akademie der Tonkust w Monachium u Hermanna Wolfganga von Waltershausena (kompozycja) i Siegmunda von Hauseggera (dyrygentura). Jako dyrygent debiutował w 1926 roku, następnie do 1929 roku dyrygował orkiestrą w Kilonii. W sezonie 1929–1930 pracował w Mannheimie, 1930–1932 w Duisburgu, następnie otrzymał angaż na kierownika muzycznego w radiu berlińskim. W latach 1934–1949 piastował funkcję Generalmusikdirektor w Hamburgu. W okresie narodowego socjalizmu zachował względną niezależność. Odmówił wstąpienia do NSDAP, dawał angaż muzykom pochodzenia żydowskiego, a w swoich programach koncertowych umieszczał dzieła zakazanych kompozytorów, m.in. Bartóka, Hindemitha i Strawinskiego. Jego nazwisko figurowało na Gottbegnadeten-Liste (Lista obdarzonych łaską Bożą w III Rzeszy).
W latach 1949–1960 przebywał w Monachium, gdzie kierował Symphonieorchester des Bayerischen Rundfunks. Począwszy od 1953 roku przez wiele lat współpracował z Festspielhaus w Bayreuth. Gościnnie wystąpił w USA (1958) i Japonii (1961 i 1968). Od 1961 do 1964 roku wspólnie z Bernardem Haitinkiem dyrygował Koninklijk Concertgebouworkest w Amsterdamie. W latach 1971–1973 dyrygent Bamberger Symphoniker. W latach 1977–1979 kompozytor-laureat London Philharmonic Orchestra.
Ceniony jako wykonawca dzieł Brucknera, J.S. Bacha, Haydna, Mozarta, Beethovena, Schuberta, Brahmsa i Richarda Straussa. Dokonał licznych nagrań płytowych, w tym wszystkich symfonii Brucknera, dwukrotnie wszystkich symfonii Beethovena, symfonii londyńskich Haydna, pasji i Weihnachtsoratorium Bacha oraz późnych symfonii Mozarta.
Otrzymał medal Internationale Brucknergesellschaft. Członek Bayerische Akademie der Schönen Künste. Odznaczony Wielkim Krzyżem Zasługi Orderu Zasługi Republiki Federalnej Niemiec (1973), Orderem Maksymiliana (1981), Bawarskim Orderem Zasługi (1959) i komandorią Orderu Świętego Grzegorza Wielkiego (1963).